# ALcot
ALcot è uno studio giapponese che si dedica allo sviluppo di visual novel per adulti. Oltre alla società principale, è presente la divisione ALcot Honey Comb, che ha inglobato la seconda divisione ALcot Cytrus nel 2009.

## Giochi prodotti

### ALcot
- Clover Heart's (28 novembre 2003)
- Triptych (28 aprile 2006)
- Natsupochi (22 novembre 2006)
- FairChild (14 dicembre 2007)
- ENGAGE LINKS (24 ottobre 2008)
- Osananajimi ha daitōryō - My girlfriend is the president (30 ottobre 2009)
- Onigokko! (31 marzo 2011)
- Naka no hito nadoinai! (31 agosto 2012)
- Onigokko! Tamatebako pack (31 maggio 2013)
- ALcot Classic Works 2013 (27 settembre 2013)
- Clover Day's (28 marzo 2014)

### ALcot Honey Comb
- Shinigami no seppun ha betsuri no aji (24 aprile 2009)
- Kurenai no Tsuki (24 luglio 2009)
- Real imōto ga iru Ōizumi-kun no ba ai (28 maggio 2010)
- Vestige - Yaiba ni nokoru ha kimi no omokage (30 luglio 2010)
- Kicking Horse ★ Rapsody (26 novembre 2010)
- Aneiro (24 giugno 2011)
- Shunki gentei poco a poco! (25 novembre 2011)
- 1/2 summer (29 giugno 2012)
- Aete mushi suru kimi to no mirai ~Relay Broadcast~ (30 novembre 2012)
- Dang! Dang! Danchi tsuma -watashi dake no danna-sama ♥- (26 aprile 2013)
- Akasan to kyuuketsuki (29 novembre 2013)